# Shuqualak
Shuqualak is een plaats (town) in de Amerikaanse staat Mississippi, en valt bestuurlijk gezien onder Noxubee County.

## Demografie
Bij de volkstelling in 2000 werd het aantal inwoners vastgesteld op 562.
In 2006 is het aantal inwoners door het United States Census Bureau geschat op 538, een daling van 24 (-4,3%).

## Geografie
Volgens het United States Census Bureau beslaat de plaats een oppervlakte van
3,0 km², geheel bestaande uit land. Shuqualak ligt op ongeveer 65 m boven zeeniveau.

## Buitenaardse verschijnselen
In juli 1985 kwam Shuqualak in het nieuws nadat men er vreemde lichten en geluiden zou hebben waargenomen. De 'buitenaardse' verschijnselen waren een van de meest opzienbarende gevallen van buitenaardse activiteiten in de jaren 1980 in Amerika en zijn de boeken in gegaan als De lichten van Shuqualak.

## Plaatsen in de nabije omgeving
De onderstaande figuur toont nabijgelegen plaatsen in een straal van 32 km rond Shuqualak.